# Coopérative des Pêcheurs de Guyane
La Coopérative des Pêcheurs de Guyane (CODEPEG), entreprise de pêche basée à Cayenne en Guyane, fut créée le 15 juin 1983. Parmi les anciens administrateurs figurent Jean-Marie Taubira.

### External links
- Agrojob.com